# Belgisch-niederländische Beziehungen
Die belgisch-niederländischen Beziehungen sind das zwischenstaatliche Verhältnis zwischen Belgien und den Niederlanden. Beide Länder haben eine der engsten zwischenstaatlichen Partnerschaften überhaupt, die durch eine gemeinsame Geschichte, Kultur und Sprache sowie übereinstimmende Sicherheitsinteressen und enge Zusammenarbeit im Bereich Wirtschaft, Handel und Investitionen gekennzeichnet sind. Beide Länder sind Mitglieder der Europäischen Union sowie der NATO und bilden zusammen mit Luxemburg die Benelux-Wirtschaftsunion.

## Geschichte

### Mittelalter

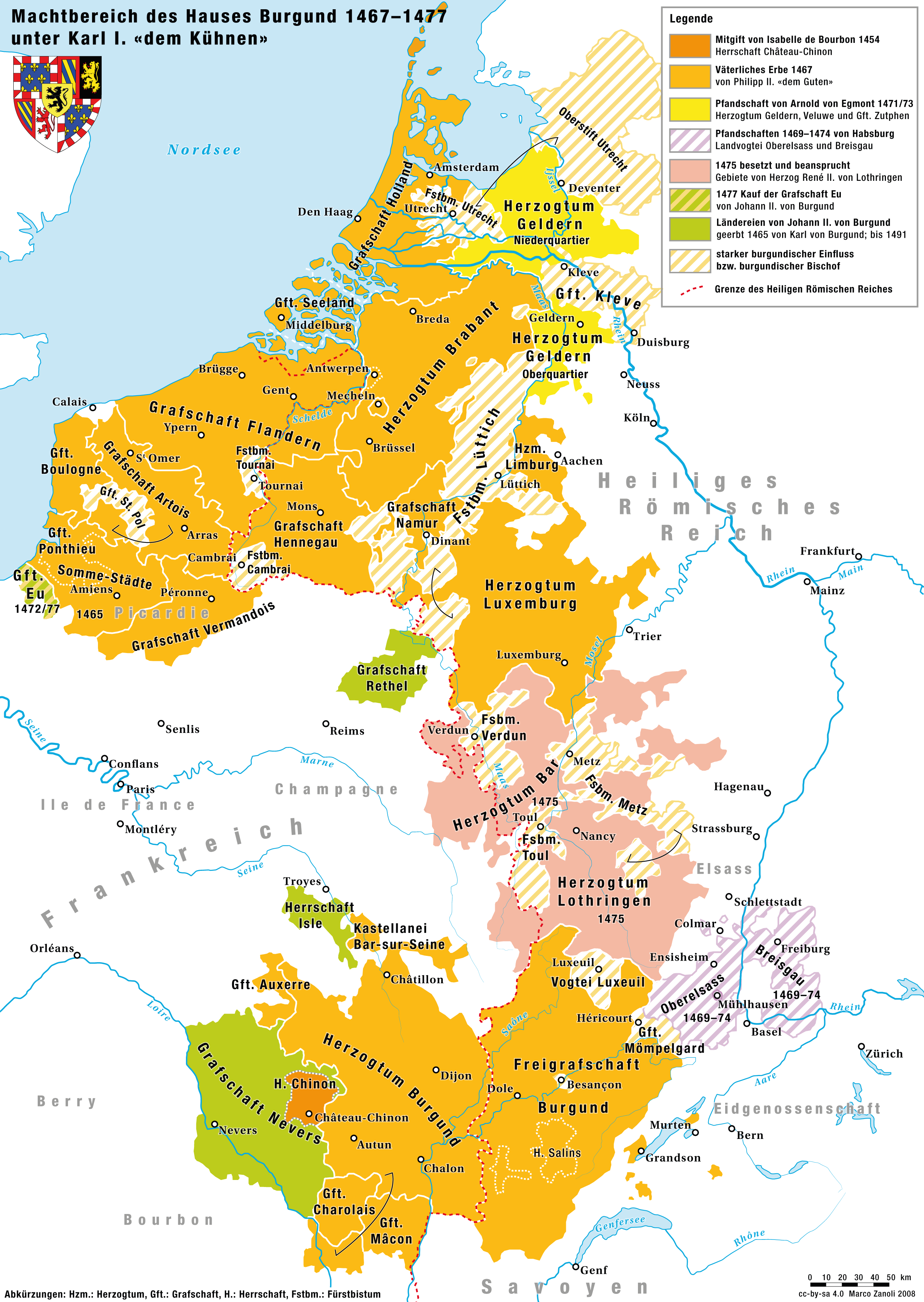
Macht- und Einflussbereich des Hauses Burgund unter Karl dem Kühnen bis 1477

Im Mittelalter waren die Gebiete, die heute Belgien und die Niederlande umfassen, Teil eines Flickenteppichs von Feudalstaaten im Heiligen Römischen Reich. Trotz der politischen Zersplitterung (mit Grafschaften und Herzogtümern wie Flandern, Brabant, Holland und anderen) entwickelte die Region dichte wirtschaftliche und kulturelle Verflechtungen. Im 13. Jahrhundert waren die Niederlande zu einem der wohlhabendsten Gebiete Europas geworden, das bei Handel, Wirtschaft und Kultur mit Norditalien konkurrierte.
Diese wirtschaftlichen Netzwerke förderten schon früh die Beziehungen zwischen den Menschen der beiden Länder, lange bevor diese zu Nationalstaaten wurden. Kulturelle und wirtschaftliche Trends verbreiteten sich in der Region - so waren das Herzogtum Brabant und die Grafschaft Flandern Zentren der gotischen Kunst und der Gelehrsamkeit, die die niederländischsprachigen Orte weiter nördlich beeinflussten.

### Burgundische Niederlande
Im 14. und 15. Jahrhundert wurde die Region Benelux allmählich unter der Herrschaft des Hauses Burgund konsolidiert - eine Entwicklung, die die Beziehungen zwischen den Regionen, die später Belgien und die Niederlande werden sollten, entscheidend prägte. Ab 1384 erbten oder erwarben die Herzöge von Burgund viele der niederländischen Gebiete (u. a. Flandern, Brabant, Holland und Zeeland) und unterstellten sie zum ersten Mal einem einzigen Herrscher. Die burgundische Herrschaft schuf de facto eine politische Union, die oft als Burgundische Niederlande bezeichnet wird. Vor allem Herzog Philipp der Gute (reg. 1419–1467) verfolgte eine Politik der Zentralisierung, um die verschiedenen Gebiete zu vereinen. Er baute eine zunehmend moderne Zentralverwaltung auf und berief 1464 die ersten Generalstaaten ein, in denen die Stände der Niederlande vertreten waren. Die burgundische Herrschaft förderte auch eine gemeinsame Hofkultur. Der herzogliche Hof, der zwischen Städten wie Brügge, Brüssel und Lille pendelte, förderte flämische und niederländische Handwerker gleichermaßen und kultivierte ein Gefühl gemeinsamer Identität unter dem Adel.
Als die burgundische Herrschaft 1477 endete, waren die politischen und wirtschaftlichen Beziehungen zwischen den Provinzen (die in etwa dem heutigen Belgien, den Niederlanden und Luxemburg entsprechen) stärker als je zuvor. Die Vorstellung von den „Niederen Ländern“ als einer kollektiven Einheit wurde in dieser Epoche gestärkt, auch wenn der regionale Partikularismus fortbestand.

### Siebzehn Provinzen

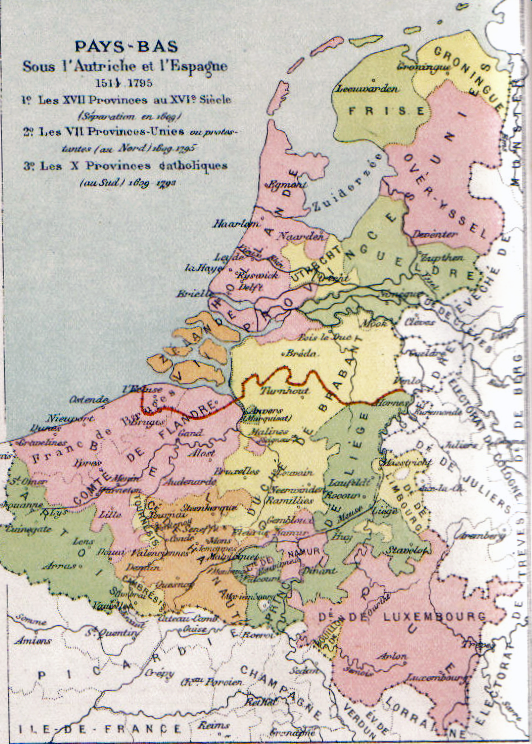
Karte der siebzehn Provinzen, Abspaltungen von 1581 in rot

1482 ging das burgundische Erbe in den Niederlanden an die Habsburger über, und mit dem Vertrag von Augsburg 1548 schieden diese unter Karl V.  vereinigten Siebzehn Provinzen langsam aus dem Reichsverband aus. Unter der Herrschaft der Habsburger blieben die Niederländischen Länder eine einzige politisch-administrative Einheit, und Karl V. (ein gebürtiger Genter) setzte die zentralisierende Politik seiner burgundischen Vorgänger fort. Er richtete in Brüssel ein Verwaltungszentrum ein und erließ 1549 eine Verordnung, mit der die Siebzehn Provinzen zu Erbschaftszwecken formell für unteilbar erklärt wurden. Trotz dieser Einigung kam es Mitte des 16. Jahrhunderts zu erheblichen internen Spannungen. Die nördlichen und südlichen Teile der Siebzehn Provinzen unterschieden sich in Religion, Wirtschaft und politischer Kultur, und die Bemühungen der Habsburger, eine einheitliche Herrschaft durchzusetzen, stießen zunehmend auf Widerstand. Die protestantische Reformation hatte begonnen, sich in den Niederlanden auszubreiten, insbesondere der Calvinismus in Flandern und Holland, der mit dem Katholizismus der habsburgischen Könige kollidierte. Philipp II. von Spanien (der die Provinzen 1555 von Karl V. erbte) setzte strenge gegenreformatorische Maßnahmen und eine zentralisierte Verwaltung durch, was große Teile der Bevölkerung verärgerte.
Offene Unruhen brachen 1566 mit dem „Beeldenstorm“ aus, einer Welle calvinistischer Ausschreitungen, die katholische Kirchen und Bildnisse in Flandern und Brabant angriffen. Die darauf folgende Repression rief bewaffneten Widerstand hervor, und 1568 brach in den Niederlanden eine offene Revolte gegen die spanische Herrschaft aus, die den Achtzigjährigen Krieg auslöste. Während dieses langwierigen Konflikts spalteten sich die einst geeinten siebzehn Provinzen in feindliche Lager. Im Jahr 1579 schlossen sich die südlichen, überwiegend katholischen Provinzen (z. B. Artois, Hennegau und später Brabant und Flandern) der Union von Arras an und schlossen Frieden mit Spanien, während die nördlichen Provinzen (angeführt von Holland und Seeland) die Union von Utrecht bildeten, um weiter für ihre Unabhängigkeit zu kämpfen. Damit war die Grenze zwischen den Südlichen Niederlanden und den Nördlichen Niederlanden endgültig gezogen. Der Anführer der Revolte, Wilhelm von Nassau-Oranien, und die aufständischen Generalstaaten entzogen Philipp II. mit dem Abschwörungseid von 1581 formell die Treue und erklärten damit die Unabhängigkeit der Republik der Vereinigten Niederlande. Die Habsburger behielten die südlichen Provinzen, die unter spanischer Souveränität blieben (oft als Spanische Niederlande bezeichnet). Ende des 16. Jahrhunderts waren die „Siebzehn Provinzen“ damit in zwei Teile geteilt. Diese Teilung war im Wesentlichen die Geburtsstunde der unabhängigen Niederlande, während der Süden (der in etwa dem heutigen Belgien entspricht) unter habsburgischer Herrschaft blieb. Die einst gemeinsamen Institutionen und engen Beziehungen unter burgundischer und früher habsburgischer Herrschaft wichen einer politischen Trennung.

### Republik der Vereinigten Niederlande

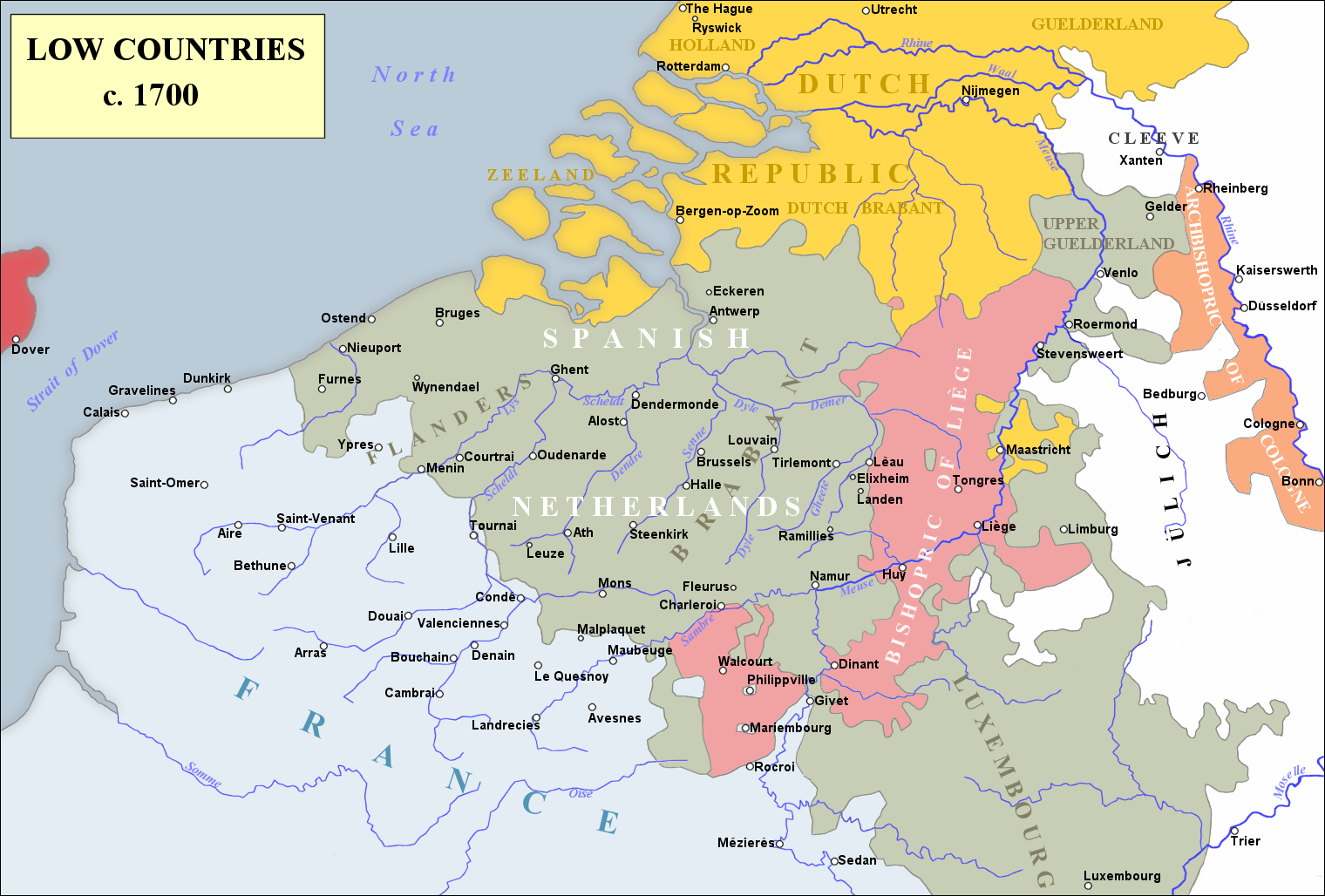
Benelux-Region um 1700

Die Niederländische Republik wurde im 17. Jahrhundert schnell zu einer der führenden Mächte Europas, eine Ära, die oft als das Goldene Zeitalter der Niederlande bezeichnet wurde. Der protestantische Norden war nun frei von spanischer Herrschaft und führte eine dezentralisierte, republikanische Regierungsform ein, die von der wohlhabenden Bourgeoisie Hollands und Seelands dominiert wurde. Die Wirtschaft blühte auf: Amsterdam löste Antwerpen als wichtigstes Handelszentrum Nordeuropas ab, und die Niederländer bauten ein globales Imperium auf. Entscheidend war, dass die Niederländer auf das kommerzielle Know-how und das Kapital vieler exilierter Südniederländer (protestantische Kaufleute, Handwerker, Intellektuelle) zurückgreifen konnten, die vor der spanischen Herrschaft im Süden geflohen waren. Mitte des 17. Jahrhunderts dominierte die Niederländische Republik den Handel und das Finanzwesen in Europa, und ihre Städte brachten Persönlichkeiten wie Rembrandt und Spinoza hervor.
Im krassen Gegensatz dazu erlebten die südlichen Niederlande (ungefähr das heutige Belgien) unter der fortgesetzten Herrschaft der Habsburger eine Zeit des relativen wirtschaftlichen und politischen Niedergangs. Die einst wohlhabenden Städte Flanderns und Brabants erholten sich nach der Schließung der Schelde und dem Verlust so vieler qualifizierter Arbeitskräfte an den Norden nicht mehr vollständig. Der Westfälische Friede von 1648 erkannte nicht nur die niederländische Unabhängigkeit an, sondern legte auch fest, dass die Schelde für die Schifffahrt gesperrt bleiben würde, wodurch die niederländische Kontrolle über den Zugang Antwerpens zum Meer gesichert wurde. Die südlichen Niederlande, die überwiegend katholisch waren und immer noch von einem von Spanien ernannten Adel regiert wurden, entwickelten sich im Vergleich zur niederländischen Republik zu einem „Adelsstaat“ mit einer traditionelleren, hierarchischen Gesellschaft. Handel und Innovation hinkten dem Norden hinterher: Während die Niederländische Republik Pionierarbeit in Sachen Kapitalismus und religiöser Toleranz leistete (was Unternehmer und Flüchtlinge anzog), blieb der Süden ein mit Garnisonen durchzogenes Grenzland in den großen europäischen Machtkämpfen.
Die bilateralen Beziehungen zwischen der Niederländischen Republik und den Südlichen Niederlanden waren begrenzt und oft eher von Konflikten oder strategischen Kalkulationen als von Zusammenarbeit geprägt. In den Kriegen des 17. Jahrhunderts standen die beiden Staaten häufig auf der Gegenseite. Während der anglo-holländischen Kriege und der Kriege Ludwigs XIV. von Frankreich waren die südlichen Niederlande (noch unter der Herrschaft des habsburgischen Spaniens) ein wichtiges Schlachtfeld - manchmal mit stillschweigender niederländischer Unterstützung, da die protestantischen Niederländer ein von Spanien kontrolliertes Flandern als Puffer gegen die französische Expansion bevorzugten. Nach dem Spanischen Erbfolgekrieg übernahm die Niederländische Republik sogar die Garnison einer Reihe von Festungen in den südlichen Niederlanden: Im Rahmen der Barrieretraktats (1709–1715) stationierten die Niederländer Truppen in wichtigen Grenzfestungen (wie Namur, Tournai und Ypern), um sie vor französischen Angriffen zu schützen.
1714 gingen die südlichen Niederlande von der spanischen an die österreichisch-habsburgische Linie über, was jedoch wenig an ihrem Status änderte. Die österreichischen Niederlande blieben weitgehend vom Seehandel abgeschnitten und wurden von einer katholischen Elite regiert. Die Reformversuche Kaiser Josephs II. in den 1780er Jahren (einschließlich der Bemühungen um die Wiedereröffnung der Schelde im Jahr 1784) stießen auf Widerstand und sogar auf eine kurzlebige Rebellion in der Brabanter Revolution. In der Zwischenzeit sah sich die niederländische Republik im 18. Jahrhundert mit ihren eigenen Herausforderungen konfrontiert – regelmäßige Kriege mit Großbritannien und Frankreich und interne politische Unruhen –, konnte aber ihre Unabhängigkeit bis zum Einmarsch der französischen Revolutionstruppen im Jahr 1795 bewahren. Am Ende des 18. Jahrhunderts gerieten sowohl der Norden als auch der Süden unter französische Herrschaft (die Niederländische Republik wurde durch die Batavische Republik unter französischem Einfluss ersetzt, und die österreichischen Niederlande wurden 1795 direkt in Frankreich eingegliedert). Diese turbulente Zeit bereitete den Boden für den nächsten Versuch, die beiden Regionen nach den Napoleonischen Kriegen unter einem Staat zu vereinen.

### Königreich der Vereinigten Niederlande

Karte der Provinzen des Vereinigten Königreichs der Niederlande (1815-1830)

Nach der Niederlage Napoleons im Jahr 1815 nahmen die europäischen Großmächte auf dem Wiener Kongress eine umfassende Neuordnung der Landkarte vor. Ein Ergebnis war die Entscheidung, die nördlichen und südlichen Niederländer zu einem einzigen Königreich zu vereinen. Dazu wurden die ehemaligen österreichischen Niederlande (ungefähr das heutige Belgien) mit der alten Niederländischen Republik zum Königreich der Vereinigten Niederlande unter König Wilhelm I. zusammengelegt. Die Großmächte sahen darin einen Pufferstaat, um Frankreich einzudämmen und die Einheit der Niederlande, die vor 1585 bestanden hatte, wiederherzustellen. Auf dem Papier machte die Wiedervereinigung Sinn: Es entstand ein mittelgroßes Königreich mit dem wirtschaftlichen Potenzial sowohl der florierenden niederländischen Handelswirtschaft als auch der sich industrialisierenden Regionen der Wallonie. In der Praxis stieß die Union jedoch von Anfang an auf erhebliche Schwierigkeiten, die auf die tief verwurzelten Differenzen zwischen Nord und Süd zurückzuführen waren, die sich im Laufe der Jahrhunderte der Trennung entwickelt hatten. König Wilhelm I., ein protestantischer Monarch, versuchte diesen zusammengesetzten Staat in einer autoritären Weise zentral zu regieren. Die Katholiken im Süden ärgerten sich über die Kontrolle des Königs über die katholische Kirche, und den Liberalen im Süden missfiel das Fehlen einer repräsentativen Regierung. Ein weiteres Problem war die Sprache: Wilhelm I. förderte die niederländische Sprache in Flandern und sogar in der offiziell französischsprachigen Verwaltung von Brüssel und Wallonien, um das Niederländische zur Einheitssprache des Königreichs zu machen. Diese Politik verärgerte die französischsprachige belgische Elite. Auch die flämischen Sprecher wurden dadurch kaum besänftigt, denn das Niederländische (wie es in den Niederlanden standardisiert war) unterschied sich von den lokalen flämischen Dialekten, die in den offiziellen Bereichen unterdrückt wurden.
1828 bildeten katholische Konservative und säkulare Liberale aus dem Süden, die ein gemeinsames Interesse daran hatten, die absolute Herrschaft Wilhelms einzuschränken, eine taktische Allianz, die als „Unionismus“ bekannt wurde. Gemeinsam baten sie den König in einer Petition um Regierungsreformen, darunter Pressefreiheit, Religionsfreiheit und mehr Autonomie für die südlichen Provinzen. Obwohl ihre Forderungen von der niederländischen Regierung weitgehend ignoriert wurden, schuf das Bündnis die Voraussetzungen für ein koordiniertes Vorgehen. Im Jahr 1829 wurden Teile Belgiens von einem wirtschaftlichen Abschwung heimgesucht, was die Frustration noch verstärkte. König Wilhelm I. blieb allerdings weitgehend kompromisslos, überzeugt von seiner Politik und mit der Unterstützung des Nordens im Rücken.

### Belgische Revolution

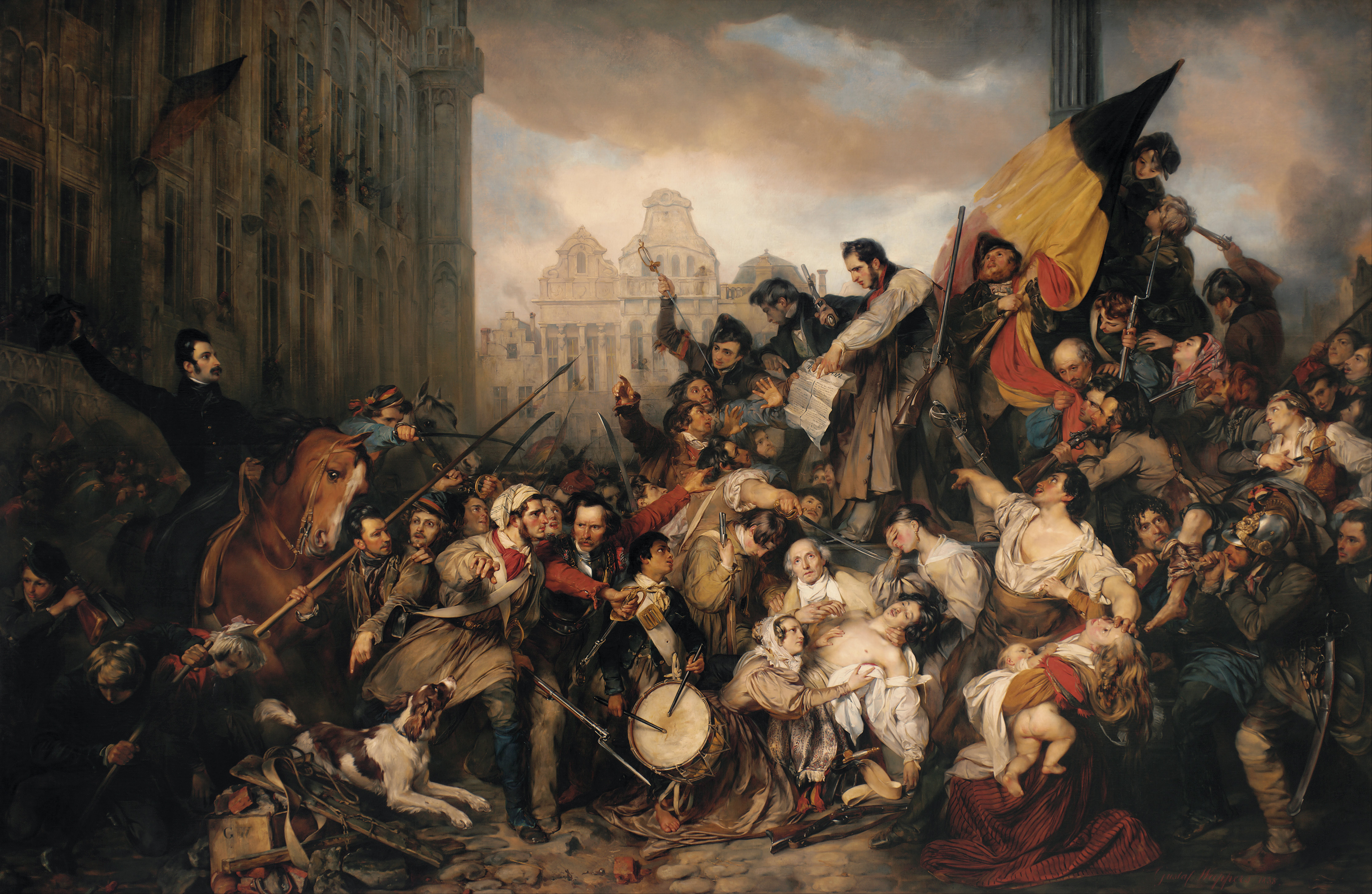
Gemälde der Belgischen Revolution von Gustave Wappers

Die Spannungen innerhalb des Vereinigten Königreichs der Niederlande spitzten sich 1830 mit dem Ausbruch der Belgischen Revolution zu, die Belgien endgültig von den Niederlanden abspalten sollte. Ausgelöst durch Ereignisse im Ausland - die Revolution in Frankreich im Juli 1830 diente als Inspiration - brachen Ende August 1830 in Brüssel Unruhen aus. Was als nationalistische Demonstration in der Oper (während einer Aufführung von La Muette de Portici) begann, eskalierte schnell zu Straßenunruhen, bei denen die belgische Autonomie gefordert wurde. Die Unruhen griffen auf andere Städte in Brabant und Flandern über. Im September 1830 erklärte eine provisorische belgische Regierung in Brüssel die Unabhängigkeit von der Herrschaft König Wilhelms.
König Wilhelm I., der den Verlust der Hälfte seines Königreichs nicht hinnehmen wollte, startete im August 1831 einen Feldzug zur Rückeroberung Belgiens. Bei diesem „Zehn-Tage-Feldzug“ besiegten die niederländischen Truppen zunächst einige belgische Truppen und drangen in belgisches Gebiet vor. Das Eingreifen der französischen Armee (die von König Louis-Philippe zur Unterstützung Belgiens entsandt worden war) und die Widerstandsfähigkeit der belgischen Freiwilligenverbände vereitelten jedoch die niederländische Offensive, und die niederländischen Truppen zogen sich zurück. Das neu gegründete Königreich Belgien unter König Leopold I. (der von den Belgiern eingeladen und am 21. Juli 1831 als König vereidigt worden war) überlebte.
Die Beziehungen wurden nach der Anerkennung der Unabhängigkeit Belgiens durch die Niederlande im Jahr 1839 aufgenommen. Im Rahmen des Vertrages von London akzeptierten die Niederlande widerwillig die belgische Unabhängigkeit und erhielten im Gegenzug eine gewisse Entschädigung: Belgien musste den östlichen Teil von Limburg und das Großherzogtum Luxemburg (mit Ausnahme des frankophonen Westens, der zu Belgisch-Luxemburg wurde) an den niederländischen König abtreten. Der Vertrag bekräftigte auch die belgische Neutralität (die für die Ereignisse des 20. Jahrhunderts entscheidend sein sollte).
Auch nach 1839 mussten noch anhaltende Streitigkeiten (z. B. über die Schifffahrtsrechte auf der Schelde und der Maas) ausgehandelt werden. Der Vertrag von Maastricht (1843) legte die Grenze zwischen den beiden Nationen fest. Beide Nationen wandten sich nach innen, um ihre Staatlichkeit zu festigen - Belgien, um seine neue Monarchie und ihre Institutionen aufzubauen, und die Niederlande, um sich von dem Schlag zu erholen und später (1848) ihr System zu liberalisieren. Für einen Großteil des 19. Jahrhunderts blieben die Beziehungen angespannt. Die niederländische Öffentlichkeit betrachtete die Abspaltung Belgiens eine Generation lang als bedauerlichen Verrat, während viele Belgier Misstrauen gegenüber den niederländischen Absichten hegten. Dennoch nahm die offene Feindseligkeit mit der Zeit ab.
Im Jahr 1854 plante der belgische König Leopold I. einen Angriff auf die Niederlande. Sein Ziel war es, zumindest die katholischen Teile der Niederlande südlich der Flüsse Maas und Waal zu annektieren. Nachdem der französische Kaiser Napoleon III. ihm nicht garantiert hatte, dass andere europäische Mächte nicht eingreifen würden, wurde der Plan jedoch auf Eis gelegt.

### Erster Weltkrieg
Zu Beginn des 20. Jahrhunderts verfolgten Belgien und die Niederlande unterschiedliche sicherheitspolitische Strategien, doch der Erste Weltkrieg sollte ihre Beziehungen unter extremen Bedingungen auf die Probe stellen. Belgien, dessen Neutralität durch den Londoner Vertrag von 1839 garantiert worden war, blieb in internationalen Konflikten strikt neutral. Auch die Niederlande hielten sich neutral. Als der Erste Weltkrieg im August 1914 ausbrach, führte diese Neutralitätspolitik die beiden Länder auf sehr unterschiedliche Wege. Deutschland forderte im Rahmen des Schlieffen-Plans freien Durchgang durch Belgien, um Frankreich anzugreifen, was Belgien unter König Albert I. ablehnte. Die Folge war der deutsche Einmarsch in Belgien am 4. August 1914, ein eklatanter Verstoß gegen die belgische Neutralität. Die Niederlande hingegen wurden nicht überfallen - Deutschland respektierte die niederländische Neutralität (unter anderem, um die Nachschubwege durch die Niederlande offenzuhalten und keinen weiteren Feind hinzuzufügen). So musste Belgien zwischen 1914 und 1918 Besatzung und Krieg auf seinem Boden ertragen, während in den Niederlanden Frieden herrschte. Als die belgische Zivilbevölkerung vor den vorrückenden deutschen Truppen floh, sahen sich die Niederlande mit einer massiven Flüchtlingswelle konfrontiert - Ende 1914 flüchteten über eine Million Belgier (etwa ein Siebtel der belgischen Bevölkerung) in die Niederlande. An der niederländisch-belgischen Grenze schufen die Deutschen einen als Todesdraht bekannt gewordenen elektrischen Grenzzaun.

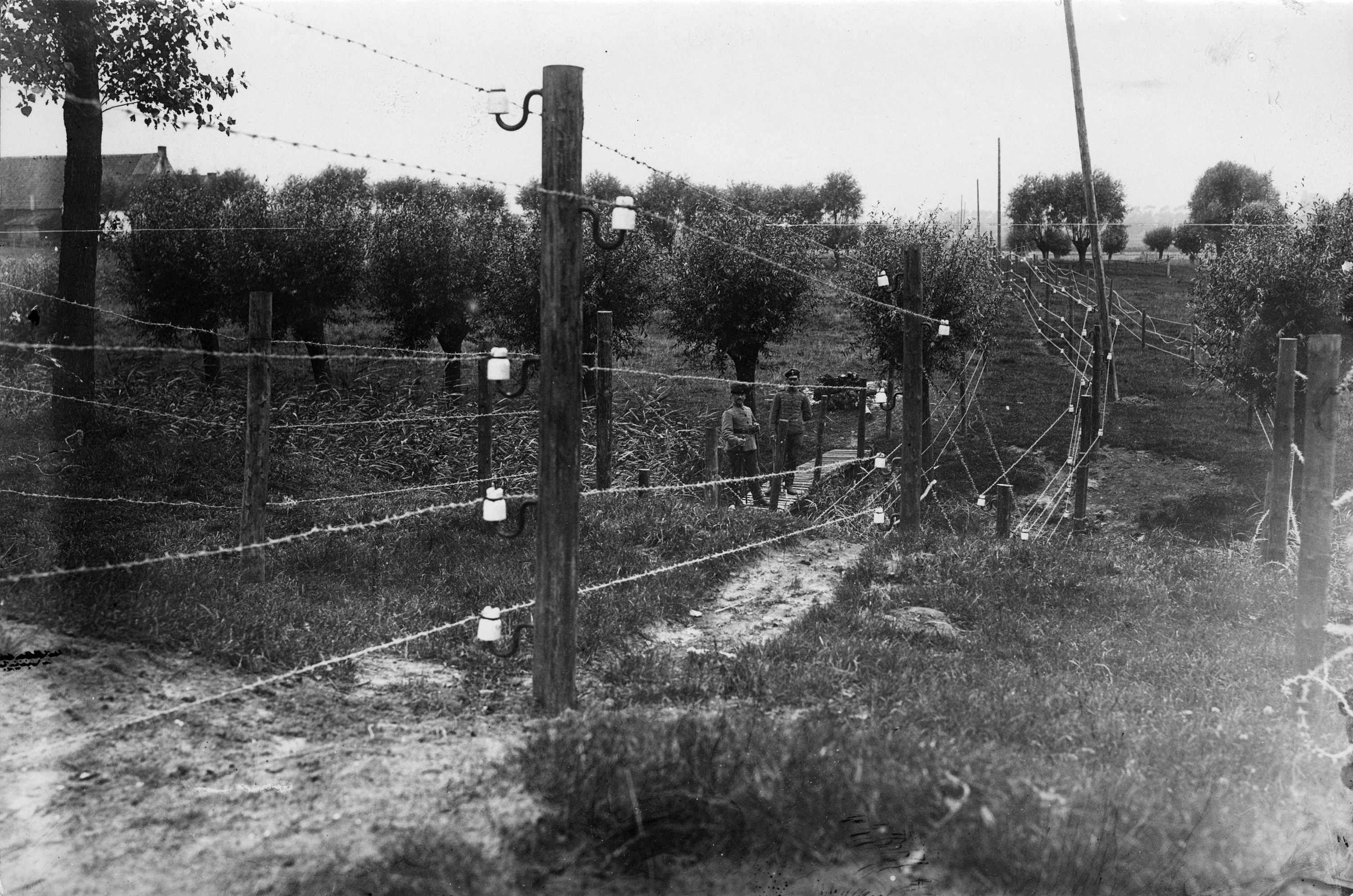
Blick auf den Todesdraht von Sluis aus.

Am Ende des Krieges im Jahr 1918 hinterließen die unterschiedlichen Kriegserfahrungen Reibung zwischen Belgien und den Niederlanden. Belgien hatte im Kampf an der Seite der Alliierten große Verluste erlitten (in Form von Zerstörungen und Todesopfern), während die Niederlande sich aus dem Konflikt herausgehalten hatte. Dies schlug sich in den politischen Zielen der Nachkriegszeit nieder: Auf der Pariser Friedenskonferenz von 1919 versuchte Belgien, Aspekte des Abkommens von 1839 zu revidieren, welche es als nicht mehr gerecht empfand. Die belgischen Diplomaten argumentierten, dass die belgische Neutralität (die 1839 auferlegt worden war) durch die deutsche Verletzung hinfällig geworden war, und sie strebten ein Ende dieser Neutralitätsverpflichtungen an. Einige einflussreiche Stimmen in Belgien sprachen sich sogar für territoriale Anpassungen aus: So wurde unter anderem vorgeschlagen, niederländisches Land zu annektieren. Im Jahr 1919 traf die niederländische Militärführung weitreichende Vorbereitungen für einen Einmarsch in Belgien. Es handelte sich um einen Präventivschlag, da Belgien auf das seeländische Flandern und Teile des niederländischen Limburgs aus war. Brüssel wollte diese Gebiete, um das Land besser verteidigen zu können. Nachdem die Alliierten – vor allem das Vereinigte Königreich und Frankreich – sich gegen die belgischen Forderungen gewandt hatten, war die Gefahr eines Kriegs gebannt. Belgien unterzeichnete stattdessen, um sich zu schützen, einen Militärpakt mit Frankreich und beendete seine Neutralität.
In den 1920er Jahren verbesserten sich die belgisch-niederländischen Beziehungen allmählich, da die unmittelbaren Nachkriegsstreitigkeiten auf diplomatischem Wege beigelegt wurden. Die niederländische Monarchie gewährte 1918 dem deutschen Kaiser Wilhelm II. im Exil Asyl, eine Entscheidung, die Belgien verärgerte (das ihn zur Rechenschaft ziehen wollte), aber dieses Problem trat mit der Zeit in den Hintergrund. Ende der 1920er Jahre arbeiteten die beiden Länder wieder im Rahmen von Organisationen wie dem Völkerbund zusammen. Der Handel zwischen Belgien und den Niederlanden erholte sich, und der belgische Hafen von Antwerpen und der niederländische Hafen von Rotterdam entwickelten eine freundschaftliche Rivalität als Tore für den europäischen Handel.

### Zweiter Weltkrieg
Am Vorabend des Zweiten Weltkriegs hofften Belgien und die Niederlande erneut, angesichts der zunehmenden Aggression in Europa neutral zu bleiben, doch dieses Mal sollte die Neutralität für beide scheitern. Im Mai 1940 startete die deutsche Wehrmacht im Rahmen des Sichelschnittplan (Angriff auf Frankreich) einen Überraschungsangriff. Sowohl die Niederlande als auch Belgien wurden am 10. Mai 1940 fast gleichzeitig überfallen. Die Niederlande wurden in einem brutalen fünftägigen Feldzug schnell überrannt, was mit der Bombardierung von Rotterdam und der Kapitulation der niederländischen Armee am 15. Mai endete. Belgien hielt mit französischer und britischer Unterstützung der Alliierten etwas länger durch (die belgische Armee kapitulierte am 28. Mai 1940 nach der Niederlage der Alliierten in der Schlacht um Belgien). Die anschließende deutsche Besatzung beider Länder war hart: In beiden Ländern wurden zivile Nazi-Verwaltungen eingerichtet, und sowohl die belgischen als auch die niederländischen Bürger waren Repressionen, Zwangsarbeit und dem Völkermord an ihren jüdischen Gemeinschaften ausgesetzt.
Im Exil wurden die rechtmäßigen Regierungen Belgiens und der Niederlande Verbündete. Die belgische Exilregierung (unter Hubert Pierlot) und die niederländische Exilregierung (unter Pieter Sjoerds Gerbrandy), die sich zusammen mit anderen alliierten Exilregierungen in London aufhielten, nahmen freundschaftliche Beziehungen auf und arbeiteten gemeinsam an Plänen für den Wiederaufbau nach dem Krieg. Eine bahnbrechende Initiative war die Unterzeichnung des Londoner Zollabkommens am 5. September 1944 durch Belgien, die Niederlande und Luxemburg, das den Grundstein für die spätere Benelux-Zollunion von 1948 legte. Beide Länder durchlitten die Traumata des Krieges (z. B. der „Hungerwinter“ 1944–45 in den Niederlanden und die schweren Kämpfe während der Befreiung in den belgischen Ardennen während der Ardennenoffensive). Anfang 1945 hatten die alliierten Streitkräfte (hauptsächlich britische, kanadische und amerikanische Truppen) Belgien und die südlichen Niederlande befreit, und im Mai 1945 wurden mit der Niederlage Deutschlands auch die gesamten Niederlande befreit.

### Kalter Krieg
Im März 1948 unterzeichneten Belgien, die Niederlande und Luxemburg gemeinsam mit Großbritannien und Frankreich den Brüsseler Pakt, einen kollektiven Verteidigungspakt mit einer Laufzeit von 50 Jahren - im Wesentlichen ein Vorläufer einer breiteren westeuropäischen Verteidigungszusammenarbeit. Die Jahrzehnte nach dem Zweiten Weltkrieg waren in Bezug auf die gegenseitigen Beziehungen von einer noch nie dagewesenen Annäherung geprägt. Die Benelux-Union, die 1948 als Zollunion begann, wurde immer umfassender - ein Vorbote und in der Tat ein Katalysator für die spätere europäische Integration im weiteren Sinne. Während des Kalten Krieges (Ende der 1940er Jahre bis 1989) waren die Beziehungen zwischen Belgien und den Niederlanden von freundschaftlicher Zusammenarbeit und gemeinsamer Teilnahme an multilateralen Institutionen geprägt. Nachdem die beiden Länder jegliche Restfeindschaft abgelegt hatten, standen sie fest auf der gleichen Seite der Ost-West-Spaltung - beide waren engagierte Mitglieder der NATO und enge Verbündete der Vereinigten Staaten und Westeuropas.
Die Zollunion von 1944 bis 1948 wurde erweitert: 1958 unterzeichneten Belgien, die Niederlande und Luxemburg das Abkommen über die Benelux-Wirtschaftsunion, das 1960 in Kraft trat und die vollständige wirtschaftliche Integration (freier Personen-, Waren-, Kapital- und Dienstleistungsverkehr zwischen den drei Ländern) zum Ziel hatte. Lange vor der Öffnung der europäischen Grenzen hatten die Benelux-Länder praktisch alle Zölle abgeschafft (1956 war fast der gesamte Binnenhandel zollfrei) und bis 1970 auch die Passkontrollen an den Grenzen untereinander abgeschafft. Belgien und die Niederlande waren auch die wichtigsten Architekten der neuen Europäischen Gemeinschaft. Sie gehörten zu den sechs Gründungsmitgliedern der Europäischen Gemeinschaft für Kohle und Stahl (EGKS) im Jahr 1951 und der Europäischen Wirtschaftsgemeinschaft (EWG) im Jahr 1957. Der Vertrag von Rom (1957), mit dem die EWG gegründet wurde, wurde von den Außenministern Belgiens und der Niederlande zusammen mit denen Frankreichs, Italiens, Luxemburgs und Westdeutschlands unterzeichnet.

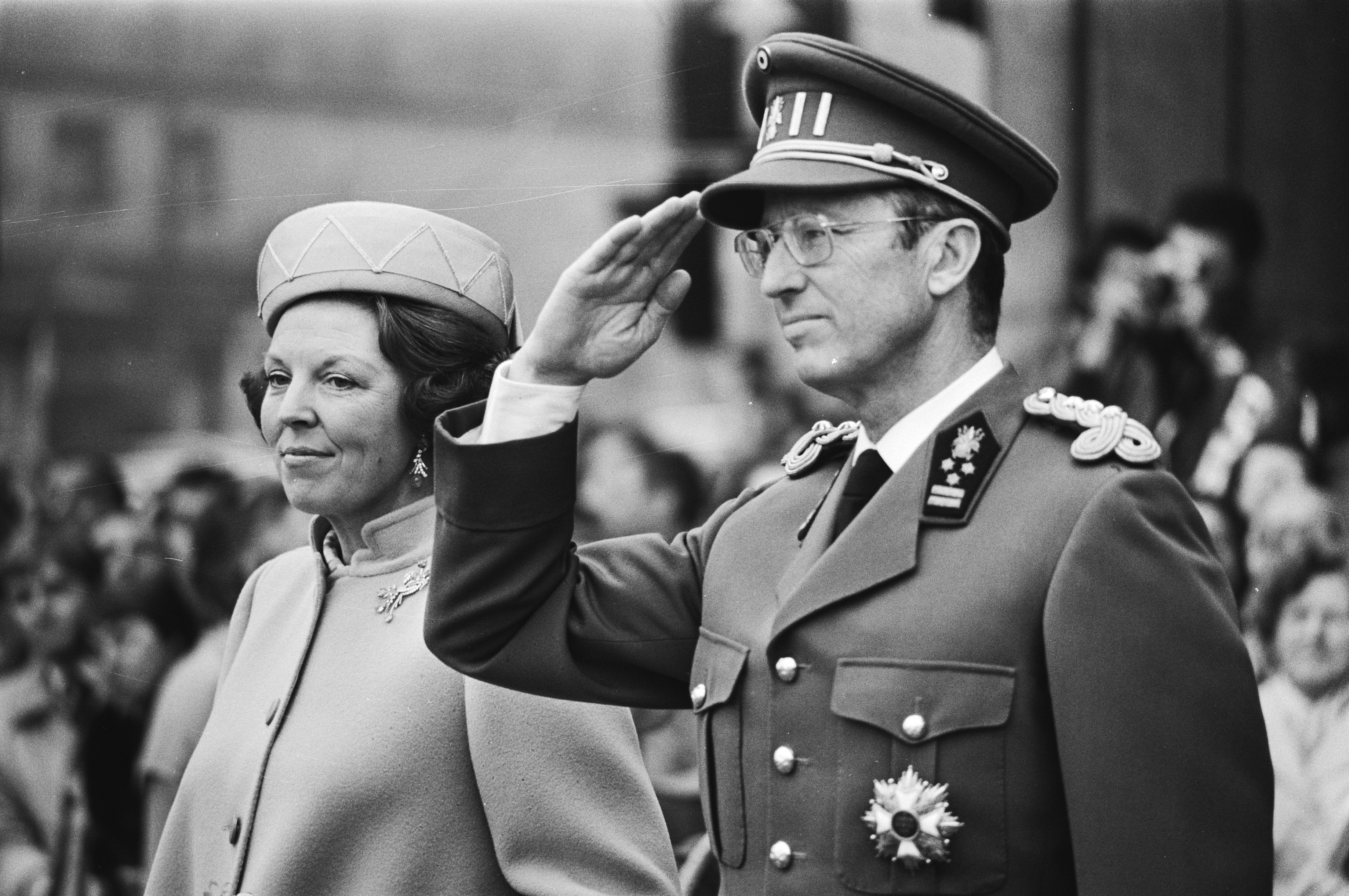
Königin Beatrix und Prinz Claus von Amsberg in Belgien (1981)

In den 1960er bis 1980er Jahren waren die bilateralen Meinungsverschiedenheiten gering und wurden im Allgemeinen pragmatisch gelöst. Ein Bereich, in dem es gelegentlich zu Streitigkeiten kam, war die Schifffahrt und das Umweltmanagement auf gemeinsamen Wasserstraßen (wie der Scheldemündung oder der Maas), aber in der Regel konnten durch langjährige Verträge und Verhandlungen Lösungen gefunden werden. Im Jahr 1963 einigten sich Belgien und die Niederlande schließlich auf die letzten Zahlungen im Zusammenhang mit der Schelde-Maut (Belgien hatte 1863 die niederländischen Mautrechte aufgekauft, und die Zahlungen wurden bis ins 20. Jahrhundert fortgesetzt). Ein weiteres Beispiel waren die gemeinsamen Anstrengungen zur Verbesserung der Schiffbarkeit von Schelde und Maas - Projekte, die eine Zusammenarbeit erforderten und durch bilaterale Kommissionen erreicht wurden.

### Jüngere Vergangenheit
In der jüngeren Vergangenheit (1990er Jahre bis heute) sind die Beziehungen zwischen Belgien und den Niederlanden von Kontinuität in der Freundschaft und einer immer enger werdenden Zusammenarbeit geprägt. Beide Länder haben die Umwandlung der Europäischen Gemeinschaft in die stärker integrierte Europäische Union (EU) in den frühen 1990er Jahren nachdrücklich unterstützt. Sie gehörten zu den Erstunterzeichnern des Vertrags von Maastricht (1992), der passenderweise in der niederländischen Stadt Maastricht unterzeichnet wurde - ein Symbol für den anhaltenden Beitrag der Benelux-Staaten zur europäischen Einheit. Belgien und die Niederlande gehörten zu den ersten EU-Mitgliedsstaaten, die 1999–2002 den Euro einführten, wodurch Wechselkursbarrieren beseitigt wurden und ihre Volkswirtschaften weiter zusammenwuchsen. Außerdem traten sie 1995 dem Schengen-Raum bei und bauten damit auf der früheren Abschaffung der Grenzkontrollen in den Benelux-Staaten auf.

## Kulturbeziehungen
Dank ihrer gemeinsamen Geschichte und der niederländischen Sprache sind die Niederlande und Belgien kulturell eng miteinander verbunden. Im Jahr 1980 gründeten die beiden Länder die Niederländische Sprachunion, um eine engere Zusammenarbeit im Bereich der niederländischen Sprache und Literatur zu fördern. Die Union bietet unter anderem Sprachwerkzeuge wie Wörterbücher und einen Sprachberatungsdienst, Unterricht in und über die niederländische Sprache, Literatur und Lesekompetenz sowie Aktivitäten zur Förderung der niederländischen Sprache in Europa und der übrigen Welt. Die Union setzt sich auch dafür ein, das gemeinsame kulturelle Erbe der beiden Länder zu fördern. Beide Nationen sind Verbündete mit kulturellen Gemeinsamkeiten und einer engen Zusammenarbeit zwischen beiden Regierungen. Niederländisch/Flämisch (Nederlands/Vlaams) ist eine offizielle Sprache Belgiens und die meistgesprochene Sprache in beiden Ländern.
Viele Fernsehprogramme und -serien werden von beiden Ländern gemeinsam produziert, wie z. B. das Format Next Topmodel, welches als Benelux’ Next Top Mode bekannt ist. Die beiden Länder waren gemeinsam Gastgeber der UEFA Euro 2000 und haben sich erfolglos um die Ausrichtung der Fußballweltmeisterschaft 2018 beworben. Die Niederlande, Belgien und Deutschland bewarben sich auch erfolglos gemeinsam um die Ausrichtung der FIFA Frauen-Weltmeisterschaft 2027. Belgien und die Niederlande haben auch gemeinsame Sportligen, wie die BENE-League Handball, BNXT League (Basketball), die BeNe Conference (Volleyball) und die Central European Hockey League (Eishockey). Zwischen 2012 und 2015 fand eine BeNe-Liga für Frauenfußball statt.

## Diplomatische Standorte
- Belgien hat eine Botschaft in Den Haag.
- Die Niederlande haben eine Botschaft in Brüssel und ein Generalkonsulat in Antwerpen.

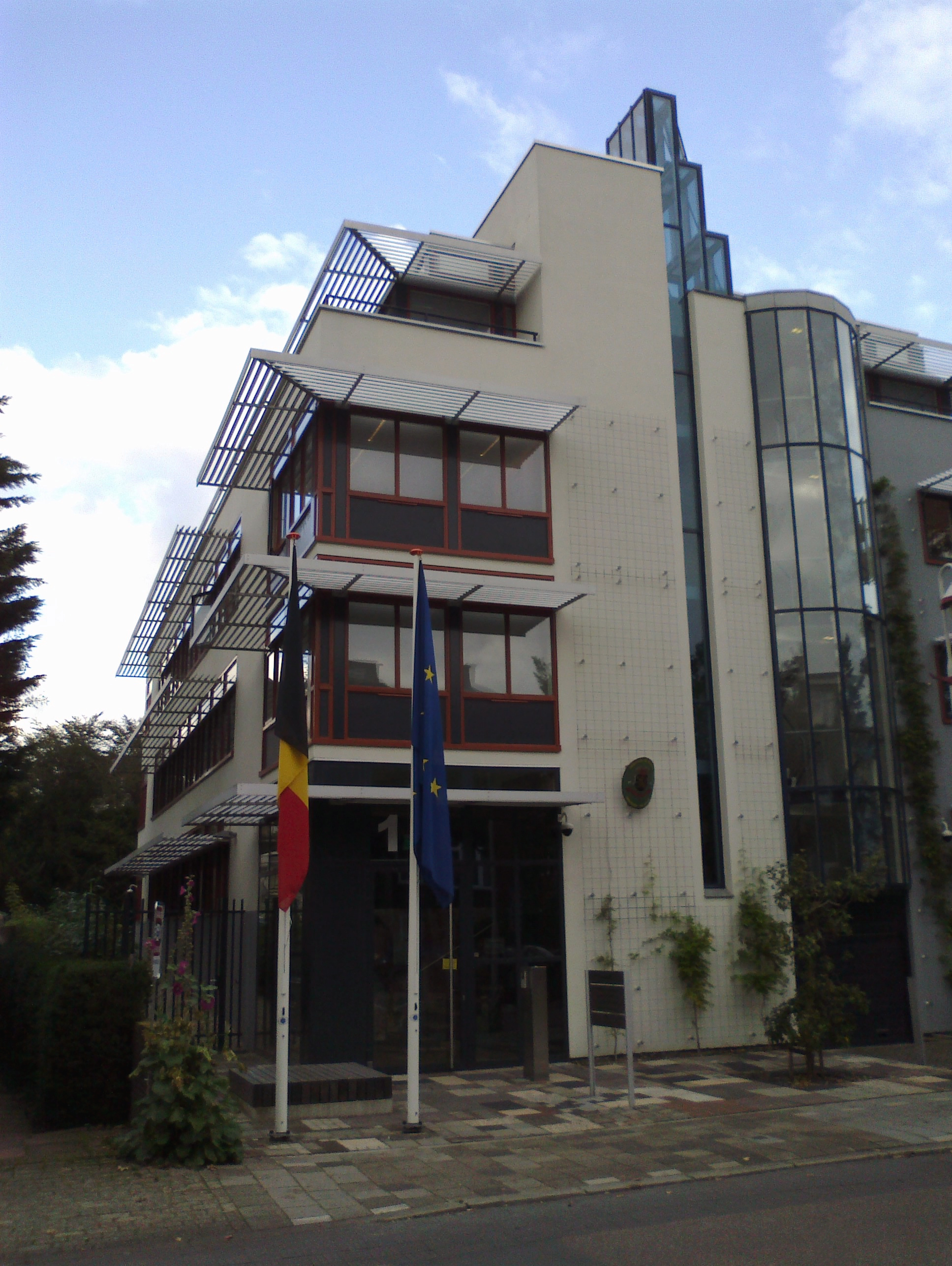
Botschaft von Belgien in Den Haag
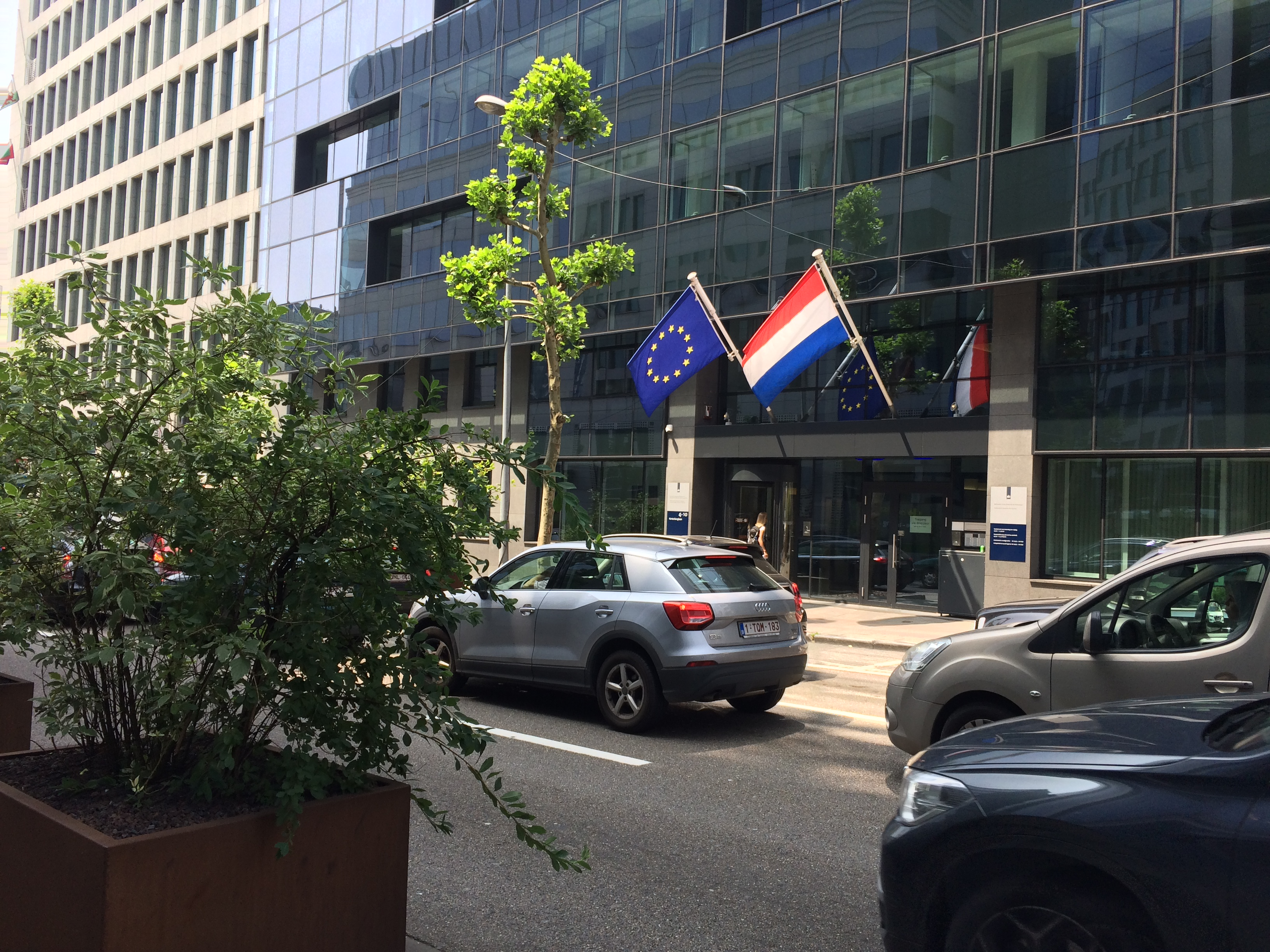
Botschaft der Niederlande in Brüssel